# Rubus geminatus
Rubus geminatus är en rosväxtart som beskrevs av Heinrich E. Weber. Rubus geminatus ingår i släktet rubusar, och familjen rosväxter. Inga underarter finns listade i Catalogue of Life.